# Rábano de Sanabria

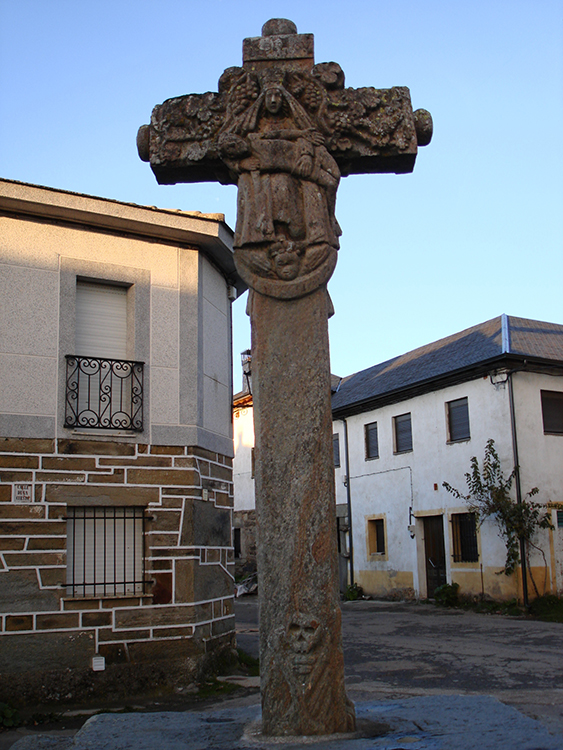
Crucero de finales del siglo XVII

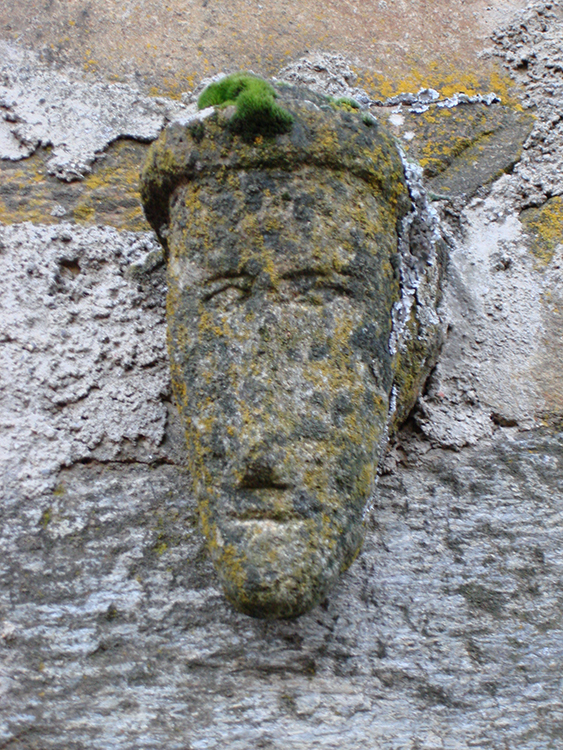
Mensulón en vivienda

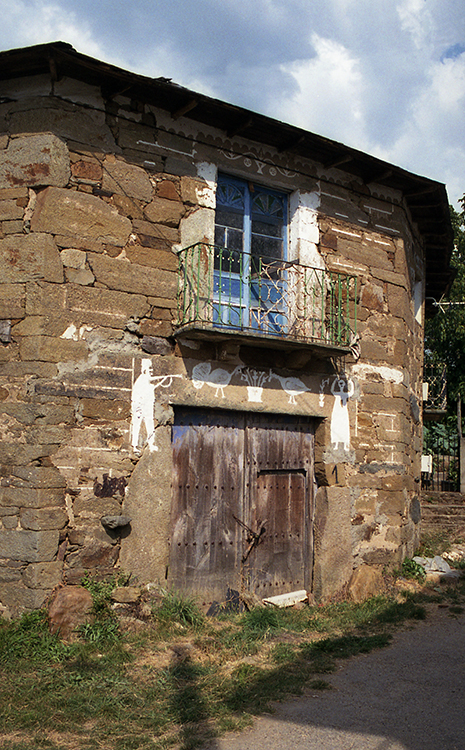
Vivienda

Rábano de Sanabria (en senabrés Rábanu) es una localidad del municipio de San Justo, en la comarca de Sanabria, provincia de Zamora (España). El pueblo, situado a una altitud media de 1100 m, se encuentra muy cerca del parque natural del Lago de Sanabria, que comprende el mayor lago de origen glaciar de la península ibérica, con 318,7 ha y una profundidad máxima de 51 m.

## Historia
Posiblemente este enclave exista ya desde los tiempos de los celtas, ya que la existencia de varios castros alrededor de Sanabria, y en especial el asentamiento en el Monte de la Alcobilla y el de Peña Castriello entre Santiago y Doney, evidencian la estancia del pueblo celta en estos parajes. No hay datos explícitos sobre la tribu que pobló la comarca en aquellos tiempos, a pesar de que se acepte que fue la de los Zoelas. La comarca de Sanabria, incluida dentro del Convento Astur, pertenece culturalmente a la llamada cultura castreña del noroeste peninsular.
Durante el siglo VI la actual provincia de Zamora se halla en un espacio de tierra de nadie entre los reinos suevo y visigodo. El Parrochiale Suevum indica que la iglesia sueva incluía, entre otras, Asturica (Astorga), Senabria (Puebla de Sanabria) y Senimure (Zamora), lo que hace que se pueda trazar una frontera aproximada del reino suevo entre estas poblaciones incluyendo la comarca de Sanabria.
Tras la reconquista, Rábano quedó integrado en el Reino de León, cuyos monarcas acometieron la repoblación de la comarca de Sanabria. La primera documentación sobre la localidad aparece en el Tumbo del Monasterio de San Martín de Castañeda, cuando Ximeno Mudarrafe le hace una donación al cenobio en 1073 "de diversas heredades que tenía en el lugar de Rábano y otros lugares (Trefacio, Castro, Sotillo, San Román, etc.) con todas sus pertenencias y derechuras". Tras la independencia de Portugal del reino leonés en 1143, la comarca habría sufrido por su situación geográfica los conflictos entre los reinos leonés y portugués por el control de la frontera, quedando estabilizada la situación a inicios del siglo XIII.
En 1293, Fernán Pérez y su mujer también hacen una donación al monasterio "de toda la heredad que tenían en Rábano con sus casas, prados, tierras, molinos, viñas y de la parte que tenían de la Iglesia de dicho lugar; y el convento los admite por familiares y les ofrece sepultura en el monasterio". Unos años después, Gonzalo García también dona en 1259 “todas las heredades que tenía en Rábano y otros lugares”. Por último, en 1563 el monasterio intercambia “heredades que tenía en la Abaña (La Baña) por otras que el Licenciado Pedro Méndez tenía en el lugar de Rábano”.
Durante los siglos XIV y XV Rábano y el resto de pueblos de Sanabria junto con la villa de Puebla y la Carballeda cambian de manos entre la familia de Los Losada, nobles locales de Puebla de Sanabria, y la familia Pimentel, condes de Benavente. Así por ejemplo en 1451 don Alfonso de Pimentel por una parte y Mayor de Porras (como tutora de su hija Marina de Losada) por otra, acuerdan la venta de la mitad de Puebla de Sanabria, la mitad de la tierra de Carballeda y de los lugares Robleda, Cervantes, San Juan de la Cuesta, Valdespino, San Justo, Rábano, etc.
Ya en la Edad Moderna, Rábano fue una de las localidades que se integraron en la provincia de las Tierras del conde de Benavente y dentro de esta en la receptoría de Sanabria. No obstante, al reestructurarse las provincias y crearse las actuales en 1833, Rábano de Sanabria, aún como municipio independiente, pasó a formar parte de la provincia de Zamora, dentro de la Región Leonesa quedando integrado en 1834 en el partido judicial de Puebla de Sanabria. En torno a 1850, el antiguo municipio de Rábano de Sanabria se integró en el de San Justo.

## Demografía
En Sanabria se mantuvo durante siglos una clara diferenciación de sus habitantes entre los estados noble y general, los cuales permanecieron perfectamente definidos durante mucho tiempo. Además, en la comarca se dio la característica de un elevado número entre los pertenecientes al estado noble cuyo origen es muy remoto. Dado el carácter casi inaccesible de esta región perfectamente delimitada por montañas y con escasas y muy malas vías de comunicación en la época durante los tiempos de la Reconquista el dominio musulmán en Sanabria puede considerarse nulo, por lo que sus poblaciones sirvieron de cobijo a los cristianos visigodos, cuyo imperio había tenido una clase nobiliaria muy numerosa. Se trata pues de una sociedad muy jerarquizada con numerosas familias hidalgas pero con la riqueza muy distribuida debido a un territorio más bien pobre y a la economía de subsistencia, a diferencia de otras zonas de España con menor número de hidalgos y con mayor concentración de poder en sus manos.
Los hidalgos sanabreses vivían en la mayor parte de los casos de su propia actividad basada en la agricultura y la ganadería y con un escaso nivel económico, circunstancia que no supuso ningún inconveniente para poder disfrutar de los beneficios del estado de hidalguía como menores cargas fiscales y hasta la exención de ellas en algunos casos. Debido a que estos hidalgos no tenían obligación de pagar tributos según las leyes de la Corona de Castilla, no se les puede considerar como vasallos de los titulares del señorío de Sanabria. No obstante, sí que debían acatar las normas y leyes o aceptar cargos como el de regidores (desempañados por hidalgos preferentemente).
Hacer un seguimiento censal de la población de Rábano se antoja complicado con base en los censos de población que se realizan entre los siglos XVI y XVIII, realizados para la gestión del pago de impuestos. En ellos el sujeto de interés es el vecino pechero, miembros del estado general que tenían que pagar un impuesto personal basándose en su riqueza, y su objetivo no estaba establecido para conocer la población. También hay que tener en cuenta que en muchos de estos censos no se contabiliza al número total de los habitantes de una vivienda sino a los representantes de cada casa.
La primera evidencia que existe del vecindario en Rábano es en el Censo de Castilla, también llamado de los Millones, de 1591. Así pues, a finales del siglo XVI, las poblaciones de Rábano y Barrio de Rábano (en el documento aparecen en conjunto) tenían un total de 117 vecinos; de los cuales 64 eran pecheros, 51 eran hidalgos y había 2 clérigos. Se da el caso para estas localidades que en el anterior censo de Pecheros de Carlos I, de 1528, no se aprecia el número de pecheros que las habitaban.
Unos cien años después a finales del XVII, en el Padrón de 1698 que se conserva en el Archivo de la Real Chancillería de Valladolid, en el Catálogo de Hidalguías, se observa que había en Rábano un total de 62 hidalgos, que por apellidos se distribuían de esta manera: Álvarez (6), Ballesteros (1), Carbajo (1), Fernández (1), Fidalgo (2), García (5), Lagarejos (3), Prada (10), Remesal (9), Rodríguez (16), Sánchez (1), Sotillo (6) y Valderrábano (1). Es común en la comarca sanabresa la característica de la fijeza de los apellidos a lo largo de generaciones de manera que estos perpetúan el origen hidalgo en el linaje, así como el predominio de los apellidos geográficos del pueblo de origen. Así podemos ver en este censo que hay numerosos hidalgos cuya procedencia es bastante probable que provenga de pueblos como Remesal y Sotillo, ambos de Sanabria; o de Lagarejos, en la Carballeda. También se observa en los casos en que coincidían nombre y apellidos se añadía el barrio de procedencia como Juan Rodríguez, nombre repetido en tres ocasiones, y con los diferentes vecinos repartidos entre los barrios de los Barreros (Barreiros), el Campo o la Cuesta.
En 1768 se hace el censo del Conde de Aranda con el objetivo de averiguar la verdadera población del país según los sexos y edades. Realizado por los curas párrocos de cada población, el documento otorga un total de 288 vecinos “todos hidalgos a excepción de un vecino”, un cura, un sacristán, dos representantes de órdenes mendicantes y un colector de bulas. En el censo del conde de Floridablanca, de 1787 y más fiable para la mayoría de los demógrafos, del total de 247 vecinos en Rábano de Sanabria 58 eran hidalgos; con un cura, tres miembros eclesiásticos por “orden de título de patrimonio” (curas ordenados gracias a las dote familiar que una vez 'espiritualizada' permitía a la familia este objetivo social), un representante de órdenes religiosas y un estudiante.  
A partir del siglo XIX, y como consecuencia de la eliminación de la exención del pago de impuestos de la cual disfrutaban el clero y la nobleza, desaparecen los datos referidos a hidalgos y eclesiásticos de los censos de población. Debido a la inestabilidad política de la primera mitad de siglo no se realizan censos y en los documentos de los que se tiene constancia se aprecia un notable descenso de la población que pone en duda la veracidad de los datos. Esto podría estar motivado porque los ayuntamientos facilitaran datos erróneos a la baja para evitar una posible subida de impuestos o reducir el número de mozos para el sorteo de quintas del servicio militar.   
Así lo recoge la Matrícula Catastral de 1842 en la que se observa que la población de Rábano de Sanabria ha descendido de los 247 vecinos del censo de Floridablanca a los 161 pobladores de derecho repartidos en 40 casas. Población que, sin embargo, aumenta en el Diccionario Geográfico-Estadístico de España y Portugal de Sebastián de Miñano en 1826, con 64 vecinos y 330 habitantes; y en el Diccionario Geográfico Estadístico Histórico de España de Pascual Madoz en 1849, con 464 almas repartidas en 56 casas.   
Con la integración del municipio de Rábano en el de San Justo en torno a 1850 ya no es posible observar la evolución de la población de esta localidad salvo que se haga en el conjunto del Ayuntamiento. No obstante, existen otros escritos que arrojan un poco de luz sobre sus habitantes. Uno es el Estado General de los Arciprestazgos y Parroquias de la Diócesis de Astorga de 1862, que sitúa en Rábano un total de 386 almas sin división de barrios y un cura de primer ascenso sin casa rectoral y con una dotación de 4500 reales. En el Nomenclátor del Obispado de Astorga de 1881 la población alcanza las 486 almas divididas en 5 barrios, y con un cura de primer ascenso sin huerta ni casa rectoral, con una dotación de 4500 reales.   
A principios del XX el obispado de Astorga publica un nuevo Nomenclátor en 1901 en el que se observa que la población de Rábano alcanza ya las 500 almas, y el cura don Manuel Chimeno Rodríguez es de ascenso por concurso con una dotación de 1125 pesetas. Por último, el Nomenclátor de las ciudades, villas, lugares, aldeas y demás entidades de población de España, publicado en 1930 por el Instituto Geográfico, Catastral y de Estadística, establece en Rábano 500 habitantes de derecho (con residencia oficial) y 376 de hecho (los que pernoctaron cuando se elabora el censo), repartidos en un total de 177 viviendas de las que 174 son de dos plantas.

## Industria
La riqueza paisajística de la comarca sanabresa nada tiene que ver con su riqueza agrícola o industrial, ya que su economía de subsistencia ha pervivido durante siglos hasta no hace muchos años. Si a la pobreza de sus suelos se le suma un paisaje agreste y montañoso y unas comunicaciones pésimas durante siglos el resultado es un arraigado modelo de vida basado en la agricultura, la ganadería y con poca actividad artesanal o comercial, en su mayor parte actividades complementarias al trabajo en el campo como tejedores de lino, albañiles, zapateros, herreros, arrieros o sastres. El abultado número de hidalgos en poblaciones como Rábano no supone elevados niveles de renta ya que la posesión de riqueza no era requisito para pertenecer al estamento noble. La mayor parte de sus habitantes, hidalgos incluidos, se dedicaban a la agricultura o ganadería a muy pequeña escala basadas en una economía de autoabastecimiento.
El catastro del marqués de la Ensenada realizado en todas las poblaciones de la Corona de Castilla entre 1750 y 1754 arroja un volumen de información sin precedentes gracias a diversos cuestionarios que tenían que responder los habitantes de los pueblos (ver las respuestas generales de Rábano al final del artículo). Existen además diversos estudios realizados posteriormente por el INE a través de toda la información recogida para este Catastro, donde se pueden observar otros datos como el detalle de las rentas anuales o el número de menestrales (personas que ejercían oficios manuales o trabajos físicos sin cualificación). 
En el caso de Rábano de Sanabria, las rentas anuales que se obtenían de cada oficio en comparación con el total que ascendía a 24583 reales repartidos entre sus 70 vecinos (representantes de cada casa), se reparten de esta forma: labrador 21600 reales, jornalero 1350, asentista de abastos (encargados de abastecer productos de primera necesidad) 100, artista (tejedores de lino y pardo) 740, cirujano 300, arriero 100, revendedor 147, colono (dedicados al cultivo de tierras eclesiásticas) 9, curato 171 y arrendador 66. Por otro lado, en el análisis de los menestrales se observa un total de 85 personas, de las cuales 80 eran labradores y 5 jornaleros, confirmando que la actividad artesanal o comercial en esta población se realizaba como complemento al trabajo en el campo. 
La industria del textil en la comarca sanabresa daría para escribir un artículo más profundo, si bien analizando el caso de Rábano de Sanabria se puede ver en el Diccionario Geográfico-Estadístico de España y Portugal de Sebastián Miñano de 1826 que por la época ya existían “telares de lienzo tantos como vecinos, cuatro de paño pardo con sus batanes correspondientes, y tráfico de lino como toda la Sanabria”. Pascual Madoz fijará la cifra en 1849 en 46 telares “de lienzos del país”. El elevado número de telares existentes en la época indica la importancia de la producción del textil procedente del lino y del paño que se extraía de la lana, una producción que si bien pudiera ser escasa para el comercio exterior era de vital importancia dentro de la economía local de autoabastecimiento.

## Patrimonio

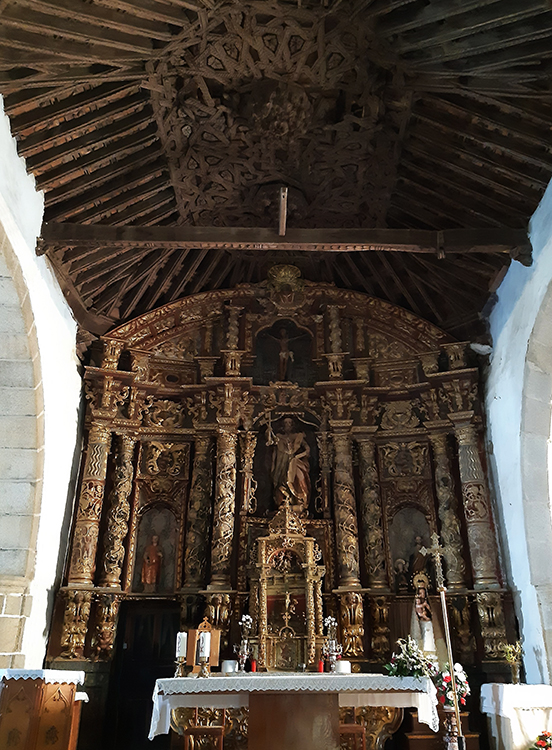
Retablo barroco de la iglesia de San Pedro

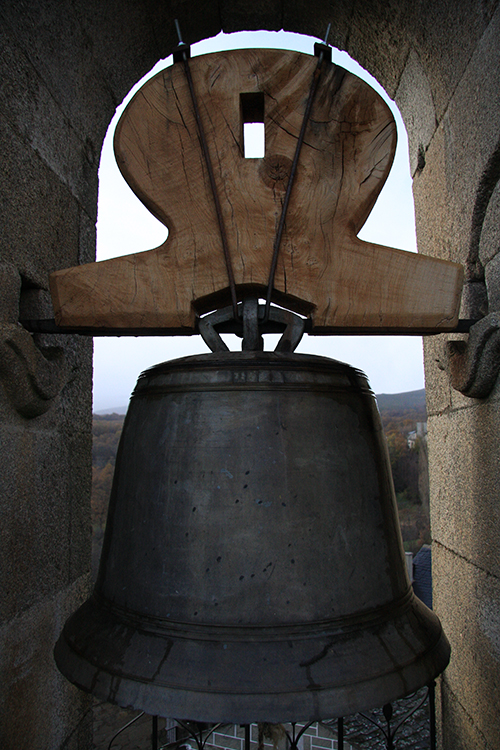
Campana de la iglesia de San Pedro con un nuevo yugo

Rábano presenta una interesante muestra de arquitectura popular basada en construcciones de piedra, madera y pizarra. Paseando por sus calles se pueden descubrir detalles escultóricos y pictóricos de interés como calvarios, ménsulas con cabezas humanas o descubrir la técnica del esgrafiado en alguna de las fachadas de sus viviendas.
Dentro de la localidad cabe señalar la iglesia parroquial de San Pedro construida en el siglo XVI, si bien es probable que se asiente sobre una construcción anterior. Es desconocida la fundación de la misma aunque ya se ha visto que en 1293 Fernán Pérez y su mujer hacen una donación al monasterio de San Martín "de la parte que tenían de la Iglesia de dicho lugar". Existe otra mención al edificio en el Nomenclátor del Obispado de Astorga de 1881, el cual indica que su provisión es “de patronato laical in solidum de las familias de Ruiz Gómez de Prada y su mujer María Fernández”, es decir, esta familia ostentaba el derecho de patronato (derecho adquirido por quienes edificaban o dotaban las iglesias) por entero de la iglesia, probablemente como donantes de la dote necesaria para levantar o ampliar el edificio. En el interior del tempo se puede disfrutar de su retablo central de estilo Barroco, dorado en el año 1749 según indica una inscripción sobre su base, y que con su expositor ornamentado al detalle destaca sobre los otros retablos de las naves laterales. La cubierta de madera de la capilla central está rematada con un almizate de inspiración mudéjar.
En la plaza aneja a la iglesia se alza un crucero de finales del siglo XVII. Su cara principal muestra una Piedad reposando sobre un angelote con las alas abiertas y la media luna; y con el hijo muerto sobre su regazo. Completa el frontal un sarmiento de racimos colgantes que rellena los brazos de la cruz. Abajo del todo aparece la calavera con las tibias entrecruzadas. El reverso de la cruz muestra a Cristo crucificado en menor detalle y la inscripción con el nombre de su autor que puede ser Juan o Julián Lagarejos y el año de 1697.
Por último, y no menos importante, destaca el Santuario de la Alcobilla, situado un kilómetro antes de llegar a la localidad sobre una meseta desde la que se disfruta un amplio horizonte de la comarca. Enclavado sobre un antiguo asentamiento celta, en una de sus edificaciones se puede ver en el dintel de una ventana, danto testimonio de una época pasada, un fragmento de estela con una rueda de ocho radios en su cabecera con un epitafio: A N V . / AERG / ÆES.
La iglesia, construida en el siglo XVI probablemente sobre otras edificaciones anteriores, dispone de tres naves con bóvedas de cañón siendo la central más alta que remata una cúpula central de gran belleza. En el altar mayor se encuentra una talla de piedra de la virgen y el niño, cuya réplica se puede observar también en la fachada del edificio. La ermita está sombreada por un conjunto de castaños milenarios, único en toda la comarca, sobre los que sobresale la torre barroca coronada por una cúpula.
El templo ha sido fuente de conflicto entre los pueblos de Rábano y San Justo por su pertenencia durante años, si bien existe un documento ya de 1749 hecho para el Catastro del Marqués de la Ensenada en el cual se incluye la “Razón de los bienes que posee Nª Sª de las Cubillas en este lugar de Rábano”. El santuario de las Cubillas aparece de nuevo en 1771 en el Pago de Única contribución de Rábano, en el que se observa la recaudación anual de 198 reales de Vellón y el pago de 11 reales y 21 maravedís correspondientes a la contribución de dicho santuario. No hay referencias de la ermita en ningún manual publicado hasta 1826 en el Diccionario Geográfico-Estadístico de España y Portugal de Sebastián Miñano, en cuya descripción de Rábano de Sanabria habla del "hermoso santuario de Ntra. Sra. de las Cubillas, que está en alto y pertenece a Rábano". Dato que refrendan Pascual Madoz en 1849 para su Diccionario Geográfico-Estadístico-Histórico de España cuando indica que en su “termino se encuentra el santuario de las Cabillas o Escobillas” y Manuel Gómez Moreno en 1908 en su Catálogo Monumental de la Provincia de León quien también sitúa el "Santuario de la Alcubilla" al cual “le dicen también Cobilla, hoy Escobilla, por corrupción”.

La toponimia del santuario merecería algún estudio por parte de expertos. Como podemos ver su nombre aparece en los primeros documentos de los que se tiene constancia como Santuario de las Cubillas, Cabillas o Cobilla. Varias leyendas narran el descubrimiento de la virgen entre unas escobas motivo por el cual se le dio el nombre de Virgen de la Escobilla que derivó en Alcobilla. 

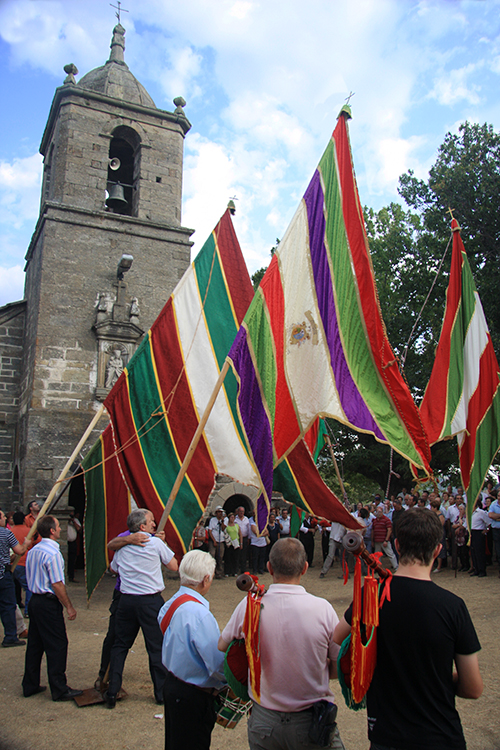
Pendones, tambores y gaitas reciben a las procesiones de Rábano, Barrio de Rábano y San Justo en la romería de la Alcobilla

## Fiestas
- San Pedro, el 30 de junio, patrón de la localidad. El día de San Pedro se celebra con una misa y procesión y una merienda en la plaza del pueblo donde se reúnen todos los vecinos a participar de su fiesta.

- Fiesta del Rosario, el tercer fin de semana de agosto se celebra la Fiesta del Rosario, para la cual se reúnen todos los vecinos para comer y pasar el día en el bosque de castaños de las Purpulleiras, en el camino de Doney de la Requejada.

- Romería de la Alcobilla, el 8 de septiembre. En el Santuario con el mismo nombre, cercano al pueblo, tiene lugar la multitudinaria romería de la Alcobilla en la que participan los pueblos de Rábano de Sanabria, cuyos vecinos suben la propia virgen de la Alcobilla y la del Rosario; Barrio de Rábano, con su virgen de la Peregrina; San Justo, con la de la Asunción; y demás devotos de toda la comarca. En ella se da un emotivo ritual en el que a las procesiones de las tres localidades se les da paso alzando y abatiendo seis pendones.

## Fauna y flora

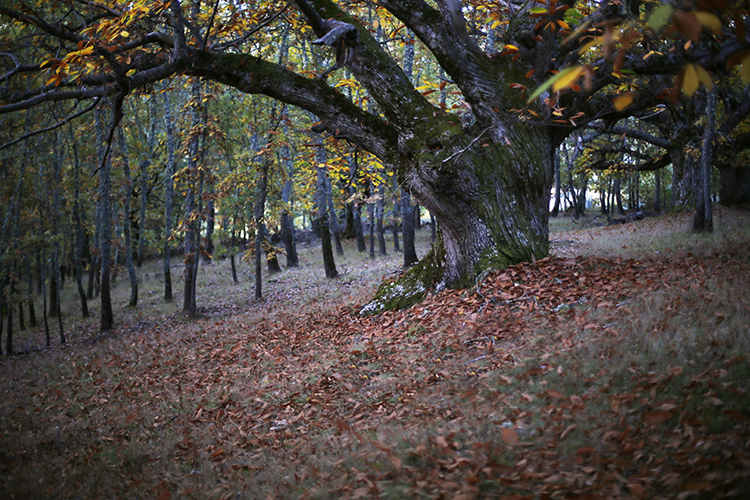
Bosque de castaños y robles

Enclavado entre las sierras de la Culebra, Cabrera y Segundera, su territorio privilegiado está rodeado de frondosos bosques de robles (también llamado carballo, rebollo o carrasco en la zona) y castaños (algunos de ellos milenarios), así como de matorral como el brezo o el piorno en la parte alta del monte. Su exuberante vegetación da cobijo a una amplia variedad de animales como el corzo, el jabalí, el ciervo, el águila y el emblemático lobo, fuente de leyendas en toda la comarca.

## Rábano en el catastro del marqués de la Ensenada
Entre 1750 y 1754 todas las poblaciones de la Corona de Castilla fueron sometidas a un cuestionario de 40 preguntas sobre sus habitantes, propiedades, edificios, ganados, oficios, rentas, etc. que debían ser respondidas por los vecinos. El catastro del marqués de la Ensenada era el paso previo para la reforma fiscal de Fernando VI que pretendía sustituir las complicadas rentas provinciales por un solo impuesto que se llamaría Pago de Única Contribución que nunca se llegó a implantar.
A diferencia de otras localidades de Sanabria, el documento referente a Rábano presenta problemas de legibilidad debido al traspaso de tintas del reverso. A pesar de ello, a continuación se recogen las preguntas y respuestas de la localidad.
«En el lugar de Rábano a once días del mes de agosto de mil setecientos cincuenta y dos años en obedecimiento de lo mandado por el Señor Don Nicolás María de Villarroel, Ruiz de Alarcón Enríquez, y Guzmán, Vizconde de la frontera, Subdelegado de la Intendencia general de esta Provincia de Valladolid comparecieron en la posada de su señoría el cura Don Joseph Antonio de Prada, que lo es de la Iglesia de este Lugar, Pedro Rodríguez Alcalde, Alonso Fidalgo Regidor, que son los que actualmente componen la Justicia y Regimiento de este Lugar por lo mismo que expresa la diligencia antecedente, Joseph de la Espada y Pedro Valderrábano, Peritos nombrados por dicha Justicia, Tomás Carvajo y Cristobal de Remesal nombrados por su señoría y así juntos por ante mí el Señor dicho Vizconde General Nicolás María de Villarroel Vizconde de la frontera, Subdelegado de esta operación, a cada uno de por sí a excepción de dicho cura párroco tomó y recibió juramento por Dios nuestro señor y a una señal de cruz en forma de derecho, bajo de él prometieron decir verdad de lo que subieren y les fuere preguntado, y siéndolo por las preguntas del interrogatorio, que impreso antecede, señalado con la letra A se dio principio a expresar las preguntas, que contiene por su orden en la forma siguiente.
1. Cómo se llama la población
A la primera pregunta dijeron que esta población se llama el lugar de Rábano, comprehendido en la Jurisdicción de la Villa de la Puebla de Sanabria.
2. Si es de realengo o de señorío, a quién pertenece, qué derechos percibe y cuánto produce.
A la segunda pregunta dijeron que este referido lugar es de señorío, y por dueño de su Señor conocen al conde de Benavente, y todos los tributos corresponden y pagan a SM Dios, lo que a excepción de las alcabalas, que estas son propias del Referido Conde, a quien en cada un año pagan doscientos y setenta reales.
3. Qué territorio ocupa el término, cuánto de levante a poniente y de norte al sur, y cuánto de circunferencia, por horas, y leguas, qué linderos o confrontaciones; y qué figura tiene, poniéndola al margen.
A la tercera pregunta dijeron: que el término de este referido lugar tendrá desde levante a poniente dos cuartos de legua y de norte a sur media legua, y su circunferencia legua y media, y que a paso natural cada legua, se andará es dos horas y que por dicho levante confronta con el término del lugar de Doney, Jurisdicción de Benavente, por el poniente con el de Barrio de Rábano, por el norte con el de Escuredo también Jurisdicción de Benavente, y por el sur con el término del lugar de San Justo, y en cuanto a su figura se remiten a la que hicieren el agrimensor y perito.
4. Qué especies de tierra se hallan en el término; si son de regadío y de secano, distinguiendo si son de hortaliza, sembradura, viñas, pastos, bosques, matorrales, montes, y demás que pudiere haber, explicando si hay algunas que produzcan más de una cosecha al año, las que fructificaren sola una y las que necesitan de un año de intermedio de descanso.
A la cuarta pregunta dijeron que las especies de tierra que hay en el término de este referido Lugar son de regadío, de hortaliza, linares, prados de guadaña, y de pasto, tierras de sembradura de secano, castaño, montes de robles altos, y bajos, y urces, y que de él las producen todas sin intermisión, a excepción de las tierras de secano, porque estas sólo dan fruto cada segundo año, y que las tierras, que sirven un año para lino al siguiente se siembran de nabos.
5. De cuántas calidades de tierra hay en cada una de las especies que hayan declarado, si de buena, mediana e inferior.
A la quinta pregunta dijeron que las calidades de tierra de este referido lugar se componen de buena, mediana e inferior calidad.
6. Si hay alguno plantío de árboles en las tierras que han declarado, como frutales, moreras, olivos, higueras, almendros, parras, algarrobos, etc.
A la sexta pregunta dijeron que en el referido término hay una corta alameda de álamos muy nuevos, algunos árboles, y algunos castaños.
7. En cuáles de las tierras están plantados los árboles que declararen.
A la séptima pregunta dijeron que la referida alameda esta en tierra de tercera calidad, y los frutales en las de regadío de primera y segunda calidad.
8. En qué conformidad están hechos los plantíos, si extendidos en toda la tierra o a las márgenes, en una, dos, tres hileras, o en la forma que estuvieren
A la octava pregunta dijeron que el plantío de la referida alameda está sin orden.
9. De qué medidas de tierra se usa en aquel pueblo: de cuántos pasos o varas castellanas en cuadro se compone, qué cantidad de cada especie de granos de los que se cogen en el término se siembra en cada una.
A la novena pregunta dijeron que en este referido lugar para la medición de los granos se usa de una medida llamada hemina compuesta de cuatro celemines, que doce completan una fanega, arreglada al Pote de Ávila, y que la medida de tierra, que se practica en este expresado pueblo es por hemina de tierra, y cada una se compone setenta y dos pasos en cuadra de cuatro varas castellanas de tres pies cada una, y en cuanto a la sembradura de centeno se practica con igualdad en las tres calidades, sembrándose tres celemines en cada hemina de las de setenta y dos palos en cuadras, y que de lino en las de primera calidad dos heminas y media, en las de segunda calidad dos, y una y media en las de tercera. Y en cuanto a nabos en cada una de las referidas medidas de tierra, llevará de sembradura la mitad de medio cuartillo del que se usa para vender vino.
10. Qué número de medidas de tierra habrá en el término, distinguiendo las de cada especie y calidad, por ejemplo, tantas fanegas, o del nombre, que tuviese la medida de tierra de sembradura de la mejor calidad, tantas de mediana bondad y tantas de inferior; y lo propio en las demás especies que hubieren declarado.
A la décima pregunta dijeron que el término de este referido lugar se compondrá de mil y seiscientas heminas en esta forma, seiscientas de sembradura de secano, sesenta de primera calidad, y las quinientas y cuarenta por mitad en segunda y tercera calidad. Los huertos tres heminas con igualdad en las tres calidades, lino y nabos cuarenta, diez de primera calidad y las treinta por mitad en segunda y tercera calidad. Los prados de regadío y secano de guadaña cincuenta, doce en la primera, en la segunda catorce y veinticuatro en la tercera. En los de guadaña de secano cincuenta veinte, quince y quince en las tres calidades. En los prados de roza de regadío dieciocho con igualdad en las tres calidades, de secano de pasto una. En los sotos de castaños dos heminas, de monte alto de roble diez y ocho del bajo seis. De monte de urces quinientas y veinte y seis y el resto lo ocupan las peñas, caminos y sitios incultos por naturaleza.
11. Qué especies de frutos se cogen en el término
A la undécima pregunta dijeron que las especies de frutos que se recogen en el término de este expresado lugar son centeno, lino, hortaliza, castañas, fruta, hierba, nabos y la poca leña que puede producir la escasez del monte que llevan referido.
12. Qué cantidad de frutos de cada género, unos años con otros, produce, con una ordinaria cultura, una medida de tierra de cada especie y calidad de las que hubiere en el término, sin comprender el producto de los árboles que hubiese.
A la duodécima pregunta dijeron que cada hemina de centeno en las de primera calidad sembrándola produce seis heminas, cuatro en la de segunda calidad y tres en la de tercera. Y de lino cada medida de tierra lleva dos y media de linaza, y estas producen la de primera calidad doce haces, la de segunda calidad diez y ocho en la de tercera que en limpio quedará de cada haz una libra. Los prados de guadaña de regadío y secano de primera calidad podrán dar cada tres heminas un carro, los de segunda calidad cuatro heminas para él, y cinco los de tierra. Los de guadaña de secano los regulan en la misma conformidad. Para cada carro de leña de monte alto una hemina de tierra y en ella podría haber cien robles, en el de monte bajo para cada carro tres heminas, y podrán ocupar trescientos pies, y de monte de urces de cada hemina de tierra dos carros. Y con este arreglo, si llegase el caso de haber colonos, podría quedarles de utilidad a estos en las tierras de secano de primera calidad un celemín de centeno, en las de segunda calidad dos cuartillos, y en las de tercera uno en cada dos heminas, y media de linaza sembrándolas en las de primera calidad, dos libras en las de segunda y media en la de tercera, y en cada hemina de tierra de huerto de primera calidad dos reales, real y medio en las de segunda y en la de tercera uno. Y en las demás especies, se les considera, les quedará de utilidad una cuarta parte.
13. Qué producto se regula darán por medida de tierra los árboles que hubiere, según la forma en que estuviese hecho el plantío, cada uno en su especie.
A la décima tercera pregunta dijeron que los pies de castaño que llevan declarados darán de producto los que son de primera calidad tres reales, dos los de segunda y los de tercera uno. Cada pie de manzano en primera, segunda y tercera calidad, dos reales uno y diecisiete maravedís. Los de peral en la misma conformación y al de cerezal no le regulan valor alguno por no dar nada de fruto.
14. Qué valor tienen ordinariamente un año con otro los frutos que producen las tierras del término, cada calidad de ellos.
A la décima cuarta pregunta dijeron que cada hemina de centeno en este dicho lugar en un quinquenio se regula en cuatro reales y medio, cada libra de lino real y cuartillo, cada carro de nabos ocho reales, y que para cada carro y medio de nabos es necesaria hemina y media de tierra. Cada carro de hierba quince reales, cada carro de leña de roble alto y bajo cuatro reales y el de urce un real, cada arroba de lana veintidós reales.
15. Qué derechos se hallan impuestos sobre las tierras del término, como diezmo, primicia, tercio-diezmo u otros; y a quien pertenecen.
A la décima quinta pregunta dijeron que no hay más impuestos en este referido lugar y su término que el derecho de diezmo y primicias, consistente aquel en el todo, en uno de diez, y le percibe por entero el cura de este lugar, y este en dos heminas para la fábrica de la Iglesia de este lugar de todo aquel cosechero que complete dieciocho heminas de centeno y también se paga con el mismo arreglo una hemina de centeno al voto del Señor Patrón Santiago.
16. A qué cantidad de frutos suelen montar los referidos derechos de cada especie o a qué precio suelen arrendarse un año con otro.
A la décima sexta pregunta dijeron no saber a qué cantidad ascienden los referidos diezmos ni su valor, por lo que se remiten a las tazmías o certificaciones que de ello dicen.
17. Si hay algunas minas, salina, molinos harineros u de papel, batanes u otros artefactos en el término, distinguiendo de qué metales y de qué uso, explicando sus dueños y lo que se regula produce cada uno de utilidad al año.
A la diez y siete pregunta dijeron que en este referido lugar hay un batán, y ocho molinos, uno sobre el arroyo de Belilla y los siete al pago del agua del arroyo de Barrio. Y sobre el Batán corresponde y pertenece a Tomás Carbajo, vecino de este lugar al que regulan de utilidad en cada un año ciento y cinco Reales. Y de los referidos molinos harineros de una rueda cada uno, el uno corresponde a Juan de Prada, Juan de Remesal y Tomás Carbajo, vecinos de este lugar y su utilidad al año tres heminas de centeno; otro a Pascual Rodríguez, Juan Rodríguez y Consortes, su utilidad tres heminas; otro a Pedro y María Valderrábano y consortes, otro a Pedro de Prada, Pedro Sotillo y consortes; otro a Juan Remesal, Francisco Valderrábano y consortes; otro a José Guzmán, Juan de Prada y consortes; otro a José Sánchez, Don Francisco Guzmán y consortes y otro a Don José de Prada, Pedro Sotillo y consortes a éste le regulan de utilidad dos heminas de centeno cada un año y a todos los demás que van referidos tres heminas de centeno en cada un año.
18. Si hay algún esquilmo en el término, a quien pertenece, qué número de ganado viene al esquileo a él y que utilidad se regula da a su dueño cada año.
A la décima octava pregunta dijeron que los esquilmos que hay en este referido lugar son de ganado lanar cabrío, vacas, cerdas, caballar y abejas. Que de ganado lanar había como cuatrocientas cabezas de vientre y vacío, y que por estar repartidas en corto número entre el todo de vecinos se remiten a las relaciones que tienen dadas. Que de ganado cabrío de vientre habrá como unas cien cabras que por lo que arriba expresa se remiten a otras relaciones. Que habrá como cinco yeguas y sus dueños son Pedro Sotillo mayor en días, Don Joseph de Prada, Juan Remesal, Santiago Hidalgo y Joaquín Carbajo. Y que el producto de cada cabeza de ganado lanar de vientre lo regulan en tres reales, dos y medio por el cordero, y medio por la lana, un real por las de vacío, el de las cabras dos reales y medio, las vacas dieciséis reales, el de las cerdas por ser este de mala calidad cinco reales, el de las yeguas cincuenta, y el de las colmenas en atención a que por la cercanía de la sierra dan muy poco útil, le regulan sólo real y medio.
19. Si hay colmenas en el término, cuántas y a quien pertenecen.
A la diecinueve pregunta dijeron que habrá doscientos setenta y cuatro pies de colmenas, que ochenta de ellos pertenecen a Don Joseph Prada, cuarenta a Santiago Hidalgo, treinta a Ambrosio García, treinta y cinco a Pascual Hidalgo, treinta a Domingo Martínez, veintiséis a Francisco Valderrábano y las demás en corto número, repartidas entre diferentes vecinos a cuyas relaciones se remiten.
20. De qué especies de ganado hay en el pueblo y término, excluyendo las mulas de coche y caballos de regalo; y si algún vecino tiene cabaña o yeguada que pasta fuera del término, donde y de qué número de cabezas, explicando el nombre del dueño.
A la veinte pregunta dijeron que en este expresado lugar y su término no hay otras especies de ganado que las que llevan declaradas en la pregunta dieciocho algunos bueyes que se usan a la labranza, y que ningún de los vecinos tiene cabaña ni yeguada que paste dentro ni fuera del término, pero … que algunos tienen en arriendo bacas y bueyes de otro pueblo en aparcería cuya utilidad y … … casos que convengo declarar que todos los vecinos de este referido lugar tienen facultad de … como llevan a pastar sus ganados mayores y menores a … … … … tres leguas … … … llamado Vega de Cardo de la jurisdicción de la Puebla de Sanabria. Aquel van siempre que el … le permite … … … … como este otro lugar a proporción son interesados todos los lugares del Real de Sanabria y que a cada uno toca esto señalado y …
21. De qué número de vecinos se compone la población y cuántos en la casas de campo o alquerías. 
A la veintiuna pregunta dijeron que este referido lugar se compone de setenta y nueve vecinos de los que se incluyen trece viudas y seis solteras sin haber ninguno que viva fuera de la población por no haber casas de campo ni alquería.
22. Cuántas casas habrá en el pueblo, qué número de inhabitables, cuántas arruinadas; y si es de señorío, explicar si tienen cada una alguna carga que pague al dueño por el establecimiento del suelo, y cuánto.
A la veintidós pregunta dijeron que en este referido lugar habrá ochenta casas habitables y cuatro arruinadas.
23. Qué propios tiene el común y a que asciende su producto al año, de que se deberá pedir justificación.
A la veintitrés pregunta dijeron que el común de este lugar no tiene más propios que unos prados llameros y majadas, no de … y del pasto este se aprovechan los vecinos para sus ganados sin que por esta razón tenga utilidad alguna.
24. Si el común disfruta algún arbitrio, sisa u otra cosa, de que se deberá pedir la concesión, quedándose con copia que acompañe estas diligencias; qué cantidad produce cada uno al año, a que fin se concedió, sobre qué especies para conocer si es temporal o perpetuo y si su producto cubre o excede de su aplicación.
A la veinticuatro pregunta dijeron no les corresponde.
25. Que gastos debe satisfacer el común, como salario de Justicia y regidores, fiestas de Corpus u otras; empedrado, fuentes, sirvientes, etc., de que se deberá pedir individual razón. 
A la veinticinco pregunta dijeron que el común de este lugar no satisface cosa alguna porque hay que pagar como seiscientos reales por razón de la fiesta de Nuestra Señora del Rosario, santos mártires San Sebastián, San Marcos, San Bartolomé y otros y una corta cantidad que como uno de los pueblos de la jurisdicción de la Puebla de Sanabria pagan por razón de mesta y gastos comunes de ayuntamientos y de … esto se parten entre los vecinos en recompensa de la corta utilidad tienen sus ganados en aprovechamientos de pastos.
26. Que cargos de Justicia tiene el común, como censos, que responda u otros, su importe, por qué motivo y a quien, de que se deberá pedir puntual noticia.
A la veintiséis pregunta dijeron no les corresponde.
27. Si está cargado de servicio ordinario y extraordinario u otros, de que igualmente se debe pedir individual razón.
A la veinte y siete pregunta dijeron que el servicio ordinario y extraordinario se paga a su Majestad que Dios guarde. Con los demás dineros que llevan declarados en la segunda pregunta a proporción de haciendas y solo le pagan los que están retenidos y regulados por del estado llano.
28. Si hay algún empleo, alcabala u otras rentas enajenadas, a quién, si fue por servicio pecuniario u otro motivo, de cuánto fue y lo que produce cada uno al año, de que se deberán pedir los títulos y quedarse con copia.
A la veinte y ocho pregunta dijeron que en este referido lugar no se haya enajenado otra cosa que las alcabalas como en la segunda pregunta llevan dicho corresponden al referido Conde de Benavente y por ellas en cada un año doscientos y quince reales y que no saben si este referido lugar dicho dinero es por servicio pecuniario, por compra, o porque razón por lo que se remiten al dinero que para ello … Y así mismo el tercio real y casa diezmera incluso en el dinero de diezmos que le percibe el referido cura sin que sepan tenga otra razón para ello más que esta costumbre en que está de percibirlo.
29. Cuántas tabernas, mesones, tiendas, panaderías, carnicerías, puentes, barcas sobre ríos, mercados, ferias, etc. hay en la población.
A la veinte y nueve pregunta dijeron que en este referido lugar hay una taberna que el dueño es Pedro Sotillo de los Barreros (Barreiros) a quien regulan de utilidad al año ciento reales al año.
30. Si hay hospitales, de qué calidad, qué renta tienen y de qué se mantienen.
A la treinta pregunta respondieron no les corresponde.
31. Si hay algún cambista, mercader de por mayor o quien beneficie su caudal por mano de corredor u otra persona, con lucro e interés; y qué utilidad se considera le puede resultar a cada uno al año.
A la treinta y una ídem.
32. Si en el pueblo hay algún tendero de paños, ropas de oro, plata y seda, lienzos, especería u otras mercadurías, médicos, cirujanos, boticarios, escribanos, arrieros, etc. y qué ganancia se regula puede tener cada uno al año.
A la treinta y dos pregunta dijeron que en este citado lugar hay un barbero llamado Domingo Martínez a quien de utilidad regulan al año ciento y … Reales. Un arriero llamado Manuel Remesal a quien regulan de utilidad cien Reales al año.
33. Qué ocupaciones de artes mecánicos hay en el pueblo, con distinción, como albañiles, canteros, albéitares, herreros, sogueros, zapateros, sastres, pelaires, tejedores, sombrereros, manguiteros y guanteros, etc.; explicando en cada oficio de los que hubiere, el número que haya de maestros oficiales y aprendices, y qué utilidad le puede resultar, trabajando meramente de su oficio, al día cada uno.
A la treinta y tres pregunta dijeron que en este referido lugar hay un sastre a quien por su … le regulan de utilidad en a un año doscientos y ... reales. Un tejedor su nombre Pedro Rodríguez a quien consideran le podrá quedar de utilidad mes oscuras lunas y ochenta Reales de Vellón. Un zapatero llamado Joseph de Barrio a quien por la falta de caudal para poder aprovecharse de materiales para su oficio solo regulan medio real de vellón al día excluyendo ... … y que en este referido lugar a los cuarenta y siete labradores a quienes regulan de utilidad por su trabajo en su propia hacienda real y medio a cada uno en cada un día excluyendo los festivos y los tres meses de diciembre, enero y febrero tienen tiempo no tienen que trabajar ni quisieren por no permitirlo. Al temporal que lo mismo regulan a los mozos de labranza que llegan a los diez y ocho años de edad.
34. Si hay entre los artistas alguno, que teniendo caudal, haga prevención de materiales correspondientes a su propio oficio o a otros, para vender a los demás, o hiciere algún otro comercio, o entrase en arrendamientos; explicar quienes, y la utilidad que consideren le puede quedar al año a cada uno de los que hubiese.
A la treinta y cuatro pregunta dijeron que nos les corresponde.
35. Qué número de jornaleros habrá en el pueblo y a cómo se paga el jornal diario a cada uno.
A la treinta y cinco ídem.
36. Cuantos pobres de solemnidad habrá en la población.
A la treinta y seis pregunta dijeron que en este expresado lugar habrá cuatro pobres de solemnidad, dos hombres y dos mujeres.
37. Si hay algunos individuos que tengan embarcaciones, que naveguen en la mar o ríos, su porta, o para pescar; cuántas, a quien pertenecen y que utilidad se considera da cada una a su dueño al año.
A la treinta y siete pregunta dijeron que nos les corresponde.
38. Cuántos clérigos hay en el pueblo.
A la treinta y ocho pregunta dijeron que en este expresado lugar no les consta ni saben si halla más que tres clérigos. El uno es don Joseph Antonio de Prada, cura párroco de este lugar, don Nazario de Prada y don Francisco de Guzmán.
39. Si hay algunos conventos, de qué religiones y sexo, y qué número de cada uno.
A la treinta y nueve pregunta dijeron que no les corresponde.
40. Si el rey tiene en el término o pueblo alguna finca o renta, que no corresponda a las generales ni a las provinciales, que deben extinguirse; cuáles son, cómo se administran y cuánto producen.
A la cuarenta pregunta dijeron no … a … … … en este referido lugar y su … de renta alguna que no sea de las generales y provinciales con lo que los expresados de Justicia y Peritos satisficieron al contenido de este interrogatorio.
Todo lo cual con asistencia de Don José Antonio de Prada cura de este lugar, los mencionados de Justicia y Peritos declararon ser la verdad a su saber y emiten ser sin agravio de ningún interesado bajo del juramento que llevan hecho con que se afirmaron y ratificaron y lo firmaron junto con su señoría todos los concurrentes que supieron a excepción del referido cura párroco y por los que dijeron no saber a su ruego lo firma un testigo de que yo el escribano doy fe El Vizconde de la frontera, Thomás Carbajo, Pedro Valderrábano, Joseph de la Espada, testigo Bernabé Remesal, ante mí Rafael Alfonso de la Cuadra»